# Lekkoatletyka na Letnich Igrzyskach Paraolimpijskich 2008 – bieg na 100 metrów mężczyzn kl. T54
Bieg na 100 metrów mężczyzn kl.T54 podczas Letnich Igrzysk Paraolimpijskich 2008 rozegrano w dniach 15-16 września. W rozgrywkach wzięło udział 21 sportowców z 14 krajów.

## Wyniki

### Pierwsza runda
Biegi pierwszej rundy zostały rozegrane 15 września o godzinie 12:11. Kwalifikację do finału uzyskiwało po dwóch najlepszych zawodników z każdego biegu oraz dwóch z najlepszymi wynikami. Na tym etapie rozgrywek fiński lekkoatleta Leo Pekka Tahti ustanowił rekord świata z wynikiem 13.76 s. 
Bieg 1
| Poz. | Zawodnik          | Narodowość                   | Tor | Rezultat | Uwagi |
| ---- | ----------------- | ---------------------------- | --- | -------- | ----- |
| 1    | Kenny van Weeghel | Holandia                     | 5   | 14.36    | Q     |
| 2    | Li Jun            | Chiny                        | 1   | 14.41    | Q, SB |
| 3    | Mohammad Vahdani  | Zjednoczone Emiraty Arabskie | 2   | 14.48    | q     |
| 4    | Freddy Sandoval   | Meksyk                       | 7   | 14.91    |       |
| 5    | Ekkachai Janthon  | Tajlandia                    | 6   | 15.48    |       |
| 6    | Nkegbe Botsyo     | Ghana                        | 3   | 15.55    |       |
| 7    | Juan Valladares   | Wenezuela                    | 4   | 15.67    |       |

Bieg 2
| Poz. | Zawodnik          | Narodowość | Tor | Rezultat | Uwagi |
| ---- | ----------------- | ---------- | --- | -------- | ----- |
| 1    | Saichon Konjen    | Tajlandia  | 3   | 14.15    | Q, PR |
| 2    | Zong Kai          | Chiny      | 7   | 14.25    | Q     |
| 3    | Richard Nicholson | Australia  | 2   | 14.87    | SB    |
| 4    | Marc Schuh        | Niemcy     | 4   | 14.98    | SB    |
| 5    | Colin Mathieson   | Kanada     | 5   | 15.15    |       |
| 6    | Fernando Sanchez  | Meksyk     | 6   | 15.23    |       |
| 7    | Mohamed Bouadda   | Algieria   | 1   | 15.55    |       |

Bieg 3
| Poz. | Zawodnik           | Narodowość        | Tor | Rezultat | Uwagi |
| ---- | ------------------ | ----------------- | --- | -------- | ----- |
| 1    | Leo Pekka Tahti    | Finlandia         | 2   | 13.76    | Q, WR |
| 2    | Supachai Koysub    | Tajlandia         | 6   | 14.32    | Q     |
| 3    | Ahmed Aouadi       | Tunezja           | 5   | 14.61    | q     |
| 4    | Zhao Ji            | Chiny             | 4   | 14.89    |       |
| 5    | Matthew Cameron    | Australia         | 3   | 14.92    | SB    |
| 6    | Erik Hightower     | Stany Zjednoczone | 7   | 14.92    |       |
| 7    | Gonzalo Valdovinos | Meksyk            | 1   | 14.94    |       |

### Finał
Finał został rozegrany 16 września o godzinie 17:50.
| Poz. | Zawodnik          | Narodowość                   | Tor | Rezultat | Uwagi |
| ---- | ----------------- | ---------------------------- | --- | -------- | ----- |
| 1    | Leo-Pekka Tahti   | Finlandia                    | 4   | 13.81    |       |
| 2    | Saichon Konjen    | Tajlandia                    | 5   | 14.04    |       |
| 3    | Supachai Koysub   | Tajlandia                    | 8   | 14.22    |       |
| 4    | Zong Kai          | Chiny                        | 3   | 14.27    |       |
| 5    | Kenny van Weeghel | Holandia                     | 6   | 14.47    |       |
| 6    | Li Jun            | Chiny                        | 7   | 14.58    |       |
| 7    | Mohammad Vahdani  | Zjednoczone Emiraty Arabskie | 2   | 14.58    |       |
| 8    | Ahmed Aouadi      | Tunezja                      | 1   | 14.72    |       |